# MTV Oy
Pour les articles homonymes, voir MTV (homonymie).
MTV Oy (anciennement Oy Mainos-TV-Reklam Ab ) est une société de télévision commerciale basée à Helsinki en Finlande.

## Présentation
MTV est détenue par l'opérateur de télécommunications suédois Telia via TV4 Media (anciennement connue sous le nom de Bonnier Broadcasting). 
La société possède MTV3, la plus grande chaîne de télévision commerciale de Finlande.
Le 20 juillet 2018, Telia a annoncé la proposition d'acquisition de Bonnier Broadcasting, qui comprend cette société, pour 9,2 milliards de SEK. 
L'acquisition a été finalisée le 2 décembre 2019,,.

## Activité
MTV Oy a les chaines de télévision suivante :
- MTV3
- MTV Sub
- MTV Ava
- C More Sport 1
- C More Sport 2
- C More Max
- C More Juniori